# Robert Schuiten
Pour les articles homonymes, voir Schuiten.
Robert Schuiten est un architecte et peintre belge (Molenbeek-Saint-Jean, 11 octobre 1912 - Wezembeek-Oppem, 27 octobre 1997).

## Biographie

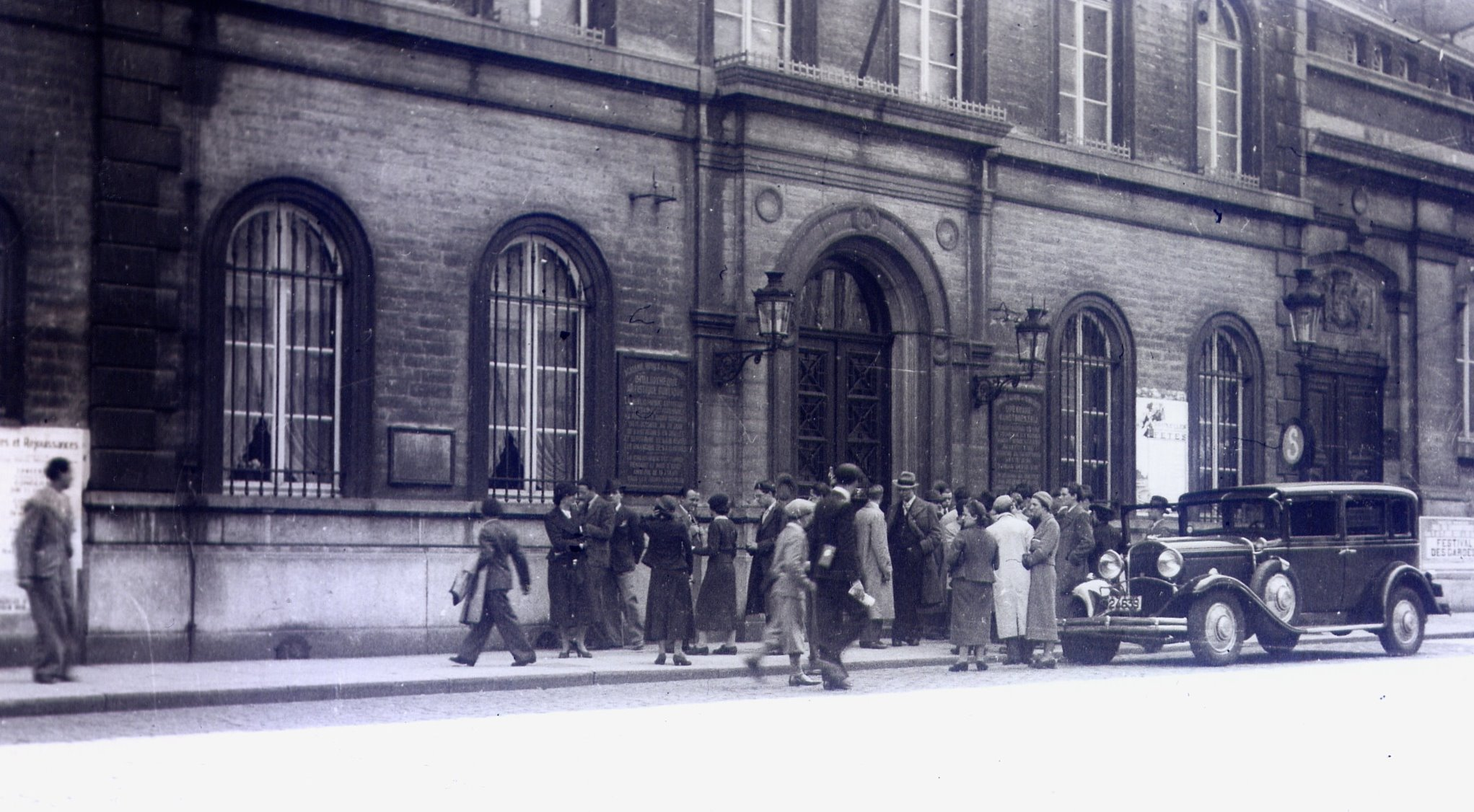
L'Académie royale des Beaux-Arts de Bruxelles, rue du Midi, le 13 juin 1935. Devant l'académie se trouve un groupe d'étudiants français. La voiture parquée devant l'Académie est celle de l'élève Robert Schuiten. Photo de Léon van Dievoet.

Né à Molenbeek-Saint-Jean, Robert Schuiten effectue des études classiques à l'Institut Saint-Louis à Bruxelles. Doué pour le dessin, il hésite longtemps entre deux projets de vie : assouvir sa passion artistique en se consacrant pleinement à la peinture ou entreprendre une carrière plus classique lui permettant de subvenir aux besoins d'une famille nombreuse. Il finit par choisir l'architecture, conciliant ainsi l’art et la raison. 
Il s'inscrit en 1931 à l'Académie royale des beaux-arts de Bruxelles et se révèle un élève brillant, ce qui lui vaut d'intégrer rapidement l’atelier du Henry Lacoste. Diplômé avec grande distinction, il remporte plusieurs prix d’architecture : première mention au concours Godecharle et au grand concours triennal de la Ville de Bruxelles, lauréat du prix Paul Hankar et du prix Édouard François de la Ville de Bruxelles, primé au concours de la Ville d'Ostende pour la construction d’un nouveau Palais de justice.
En 1941, il dessine et réalise sa propre maison à Stockel, pure expression de sa conception de l'architecture, mêlant quiétude et intimité familiale, attachement à la terre, amour de la vie et de la nature.
Dans l'immédiat après-guerre, il se révèle comme un inventeur de maisons écologiques avant l'heure. Intégrées dans leur environnement et adaptées au lieu, elles rencontrent la nature dans des jardins d'hiver, des balcons-pergolas, des serres potagères ou d'agrément intégrées à la cuisine ou aux pièces de séjour, des espaces de vie qui communiquent avec l'extérieur par des terrasses, des pièces d'eau, des jardins ou des vergers.
« Les plans sont presque toujours compacts et réguliers, le sens de l'économie est chez lui inné, mais lorsqu'il cède à la tentation de l'oblique, il le fait avec une maîtrise égale à celle de Jacques Dupuis. »
— Maurice Culot, Robert Schuiten, Architecte et peintre, Archives d'Architecture Moderne, 2002, p.7
À plusieurs reprises, il expose ses théories et points de vue, inspirées notamment de l'œuvre de Frank Lloyd Wright, dans plusieurs livres rédigés et illustrés par ses soins, publiés à compte d’auteur ; imprégné du message catholique social-chrétien de l'époque, il y encourage ses contemporains à privilégier les maisons ou villas suburbaines et à réinvestir les zones rurales pour y accéder à la propriété individuelle, plutôt que de choisir des appartements urbains confinés et coupés de la nature. 
Dès le début, il collabore régulièrement avec son ami Jacques Moeschal, rencontré à l'école d’architecture, afin d'agrémenter ses habitations d'œuvres diverses en métal, marbre ou pierre naturelle (sculptures, bas-reliefs, rampes d'escalier, mobilier…).
Durant les années 1950, il poursuit la construction de villas et réalise quelques lotissements champêtres, recherchant l'équilibre entre commerces, maisons mitoyennes et villas, à l'image du Quartier Bel-Air à Wezembeek-Oppem, des lotissements de l'avenue Baron d'Huart ou du Clos de la Reine à Wezembeek.

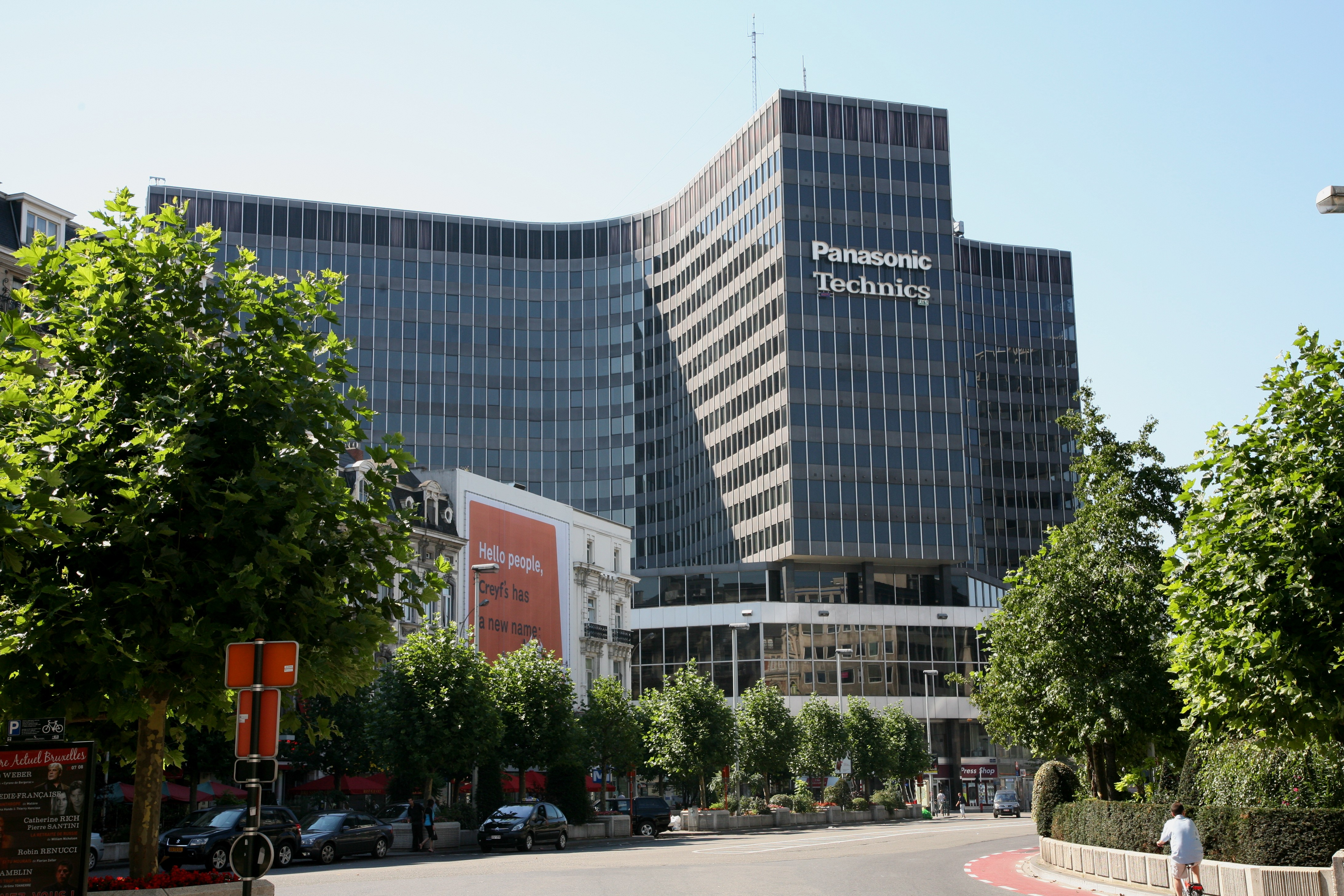
L'ancien centre administratif de la Ville de Bruxelles

Parmi les nombreux projets (et trop rares réalisations) plus ambitieux, il travaille à la Porte d'entrée et au Pavillon d'aéronautique de l'Exposition universelle de Bruxelles de 1958, ce qui lui ouvre la réalisation du premier héliport européen à Bruxelles. Il collabore par la suite à la réalisation du nouveau complexe de la radio télévision belge (RTBF/VRT) et du Centre Monnaie (1969). Conçu par le groupe Structures, associé aux frères Polak, à Jean Gilson et Jacques Cuisinier, il regroupe l'administration de la Ville de Bruxelles, le bureau de Poste central, une extension des Galeries Anspach, reliée au bâtiment principal par une passerelle couverte au-dessus de la rue de l'Evêque ainsi que quelques commerces longeant l'accès au métro De Brouckère.
En 1972, sa famille à l'abri du besoin, estimant avoir consacré suffisamment d'efforts et de temps à faire « œuvre utile », il abandonne l'architecture pour se consacrer pendant un quart de siècle à sa passion de toujours : la peinture. Son inspiration première lui viendra de l'Évangile, seul sujet capable à ses yeux de sublimer son énergie pour une cause plus élevée. 
Robert Schuiten s'est éteint le 27 octobre 1997 à Wezembeek-Oppem : il avait 85 ans. 
Il est notamment le père de Luc Schuiten, architecte de renom, figure emblématique des habitations bioclimatiques, des jardins verticaux et de l'archiborescence, et de François Schuiten, un des plus grands dessinateurs contemporains, auteur notamment de la série de bande dessinée des Cités obscures (en collaboration avec Benoît Peeters).

## Repères bibliographiques
- Philippe Marion, Schuiten Filiation, Bruxelles, éditions Versant Sud, 2009
- Maurice Culot, Francis Strauven et Dominique Lamy, Robert Schuiten, Architecte et peintre, Archives d’Architecture Moderne, Bruxelles, 2002.
- Robert Schuiten, Avoir sa maison dans son jardin, Librairie Vanderlinden, Bruxelles, 1941.
- Robert Schuiten, Concevoir sa maison, Charles Dessart, Bruxelles, 1942.
- Robert Schuiten, Constructions d’après-guerre, Cadre de vie, Bruxelles, 1946.
- Robert Schuiten, La maison dans son jardin, Cadre de vie, Bruxelles, 1949.